# Sant Pere, Santa Caterina i la Ribera
Sant Pere, Santa Caterina i la Ribera este un cartier în district 1 Ciutat Vella al orașului din Barcelona.